# Římskokatolická farnost Určice
Římskokatolická farnost Určice je územní společenství římskokatolické církve v Určicích s farním kostelem sv. Jana Křtitele.

## Historie farnosti
První písemná zmínka o obci a duchovním správci pochází z roku 1288, ovšem počátek farnosti farní kronika pokládá od roku 1428. Určice byly téměř zničeny během husitských válek. Kateřina z Kravař Určice v této době podpořila, a proto se považuje za zakladatelku určické farnosti. Věž kostela byla přistavěna v druhé polovině 15. století. Další přestavbou prošel kostel v letech 1727–1734. Během 19. století se stal určický kostel vyhledávaným poutním místem. Kvůli problémům se statikou byl kostel opravován v posledním desetiletí 20. století.

## Posloupnost určických farářů[2]
(rok = doba příchodu do farnosti)
- 1288 Konrád

Jména farářů do r. 1460 jsou neznámá
- 1460 Ondřej Humpolecký
- 1574 Valentin
- 1580 Krištof
- 1611 Tomáš Rectorides
- 1626 Michal Prokopius
- 1633 Valentin Aberhauer
- 1667 Pavel Alexandr Jakšíček
- 1693 Matěj Josef Vejvoda
- 1709 František Ignác Novák
- 1721 Antonín Nepomuk Weisenthal
- 1739 Václav Ferdinand Zimper
- 1744 Martin Dvořenský
- 1749 František Karel z Tannenberku
- 1772 Jan David Hein
- 1802 Josef Karel Pischl
- 1806 Jan Gertz
- 1813 Florián Novák – ze Seloutek
- 1834 Petr Obdržálek (*1798 Bučovice, 4. 4. 1886 Určice), konzistorní rada, rytíř řádu sv. Sylvestra a ozdoben záslužným zlatým křížem s korunou Frant. Josefa I. Za jeho působení postaven v Určicích chudobinec.[3]
- 1886 Jan Švéda
- 1902 Mořic Růžička, (*14. 9. 1847 Sobíšky, 25. 7. 1870 vysvěcen) děkan a farář do 15. 2. 1941(skonal)Hrob P. Jiříčka1941 (od 1. 12.)

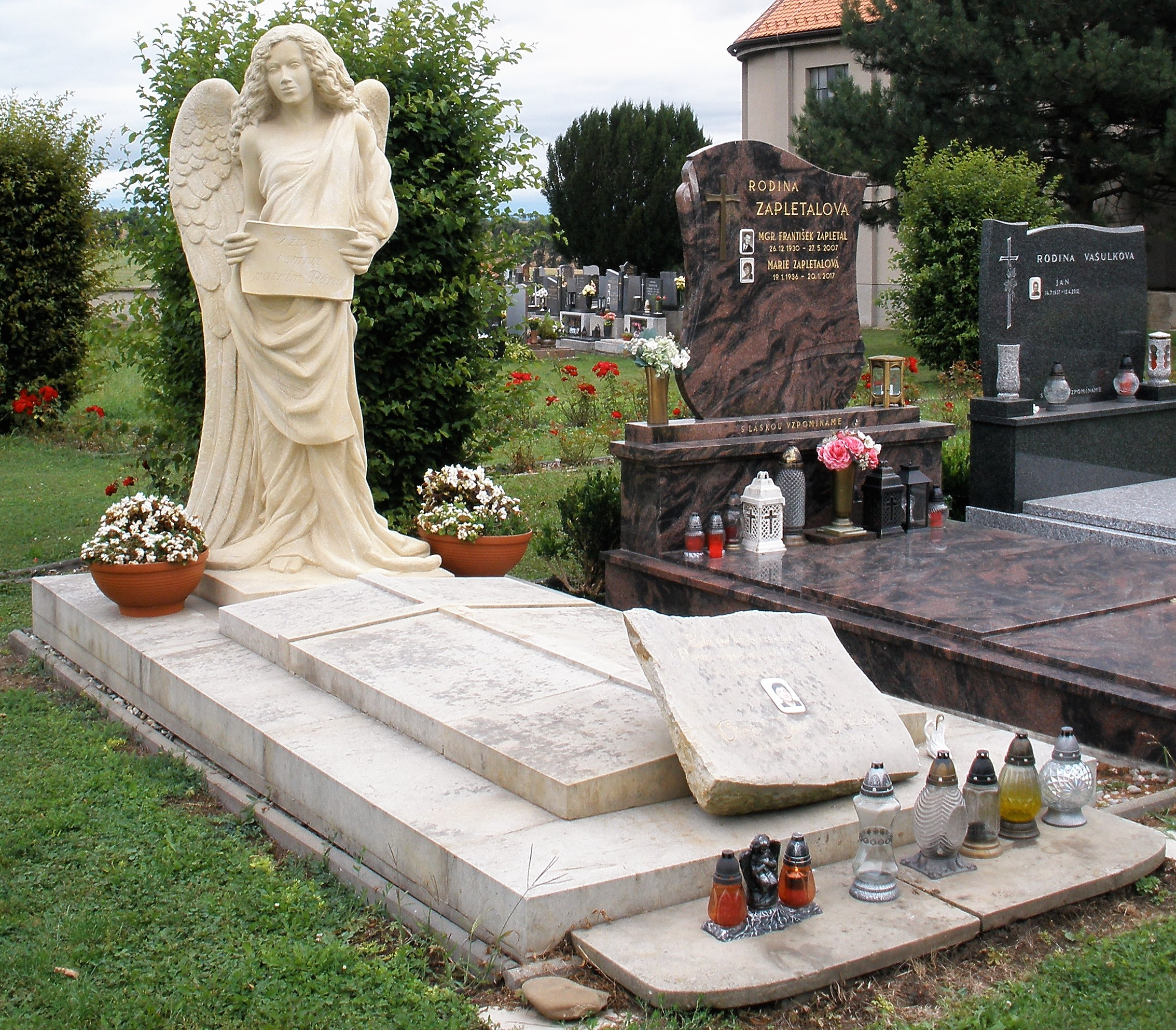
Hrob P. Jiříčka

- 1941 ThDr. František Karas[4] (*8. 6. 1890 V Kostelci n/H -18. 1. 1968 v Určicích), v pastoraci do 1. 8. 1965 (odchod do důchodu). Před tím 1. 3. 1918-16. 2. 1941 jako kaplan a od 16. 2.-30. 11. 1941 jako administrátor, v obou případech v Určicích. Nositel expositorium canonicale a konzistorní rada.
- 1965 Josef Váňa
- 1971 František Fagulec (později vypomáhal Vladimír Krejsa)
- 1984 Jan Malý – děkan z Olšan, zastupoval za nemocného Františka Fagulce
- 1984 (od 3. 9.) Jan Jiříček (1. 9. 1952 - 27. 1. 2007), ord. 23. 6. 1979, pohřben v Určicích
- 2006 Jan Mach – děkan z Kostelce n. H. a salesiáni z Prostějova, kteří zastupovali za nemocného Jana Jiříčka
- 2007 Leszek Adam Rackowiak, SDS
- 2009 (od 1. 7.) Pavel Kaška do 1. 7. 2012 (jen jako administrátor)
- 2012 Leszek Adam Rackowiak, SDS
- 2018 P. Mgr. Pavel Barbořák, SDS - kaplan farnost Určice, Myslejovice
- 2019 P. Mgr. Pavel Barbořák, SDS - administrátor farnosti Určice, Myslejovice

## Bohoslužby
| Kostel | Místo     | Bohoslužba (den)   | Hodina | Poznámka     |           |
| --- | --------- | ------------------ | ------ | ------------ | --------- |
| sv. Jana Křtitele | Určice    | neděle             | 9:00   | farní kostel | Mše svatá |
| sv. Jana Křtitele | Určice    | pátek              | 18:00  | farní kostel | Mše svatá |
| fara Určice - kaple | Určice    | sobota             | 8:00   | fara         | Mše svatá |
| kaple sv. Anny | Dětkovice | středa             | 18:00  | kaple        | Mše svatá |
| kaple Nanebevzetí Panny Marie | Seloutky  | úterý nepravidelně | 18:00  | kaple        | Mše svatá |
| Vždy se raději ujistěte, že v daném týdnu jsou bohoslužby slouženy. Aktuální program bohoslužeb: https://www.farnost-urcice.cz/porad-bohosluzeb/ Archivováno 14. 8. 2020 na Wayback Machine. |           |                    |        |              |           |

## Aktivity ve farnosti
Ve farnosti se pravidelně̟ koná tříkrálová sbírka. V roce 2020 se vybralo v Určicích více než 24 793 tisíc korun.